# Apsilochorema hwangi
Apsilochorema hwangi är en nattsländeart som först beskrevs av Fischer 1970.  Apsilochorema hwangi ingår i släktet Apsilochorema och familjen Hydrobiosidae. Inga underarter finns listade i Catalogue of Life.